# Mała Huta (Podlachie)
Pour les articles homonymes, voir Mała Huta.
Mała Huta est un village polonais du district administratif de Suwałki, dans le powiat de Suwałki, voïvodie de Podlachie, au nord-est du pays. 
Il est situé à environ 5 km au nord-est de Suwałki et à 110 km au nord de la capitale régionale Białystok.
Sa population est d'environ 210 habitants.